# Marti + Kast

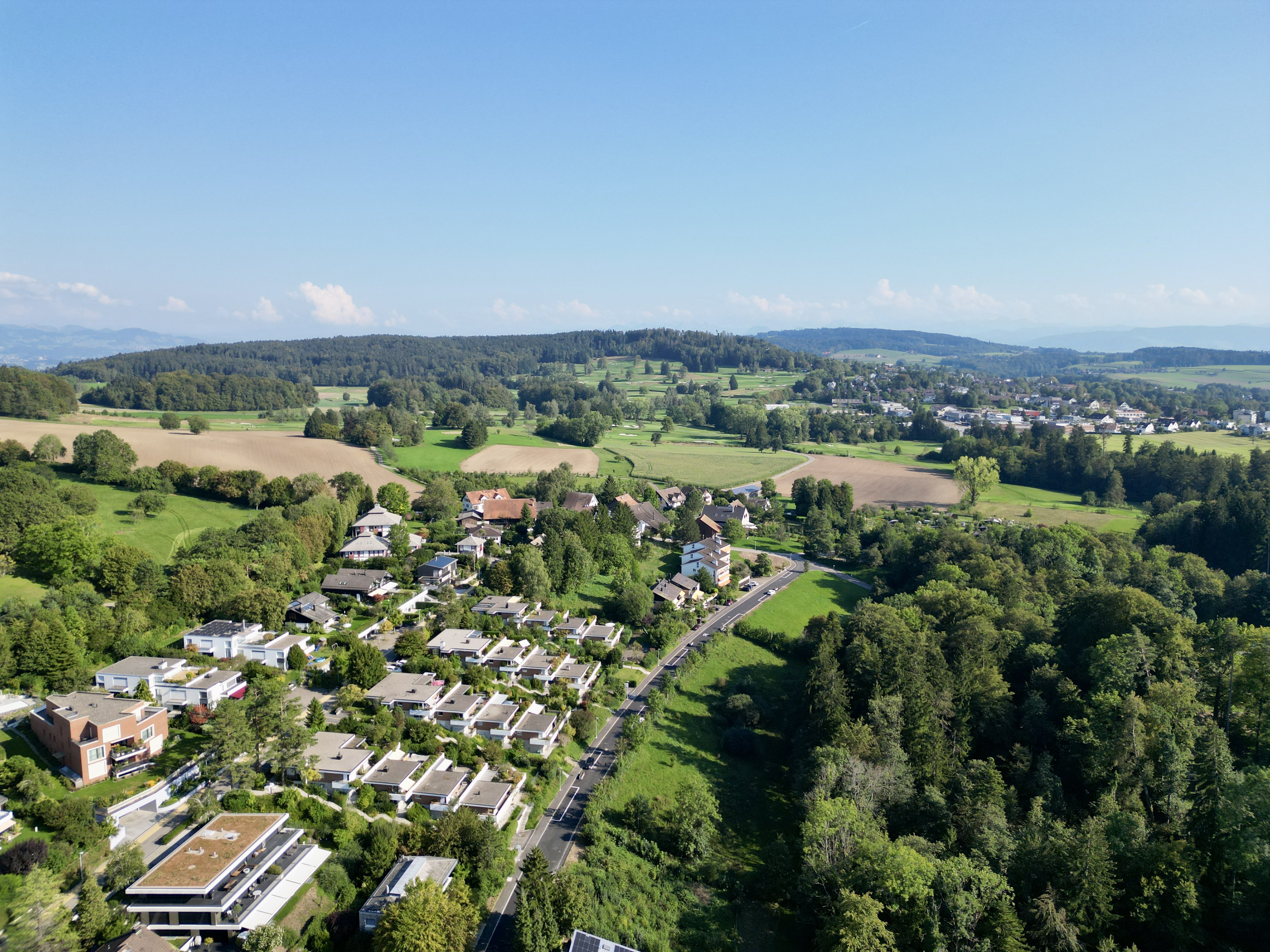
Terrassensiedlung Zollikerberg, 1965–1968

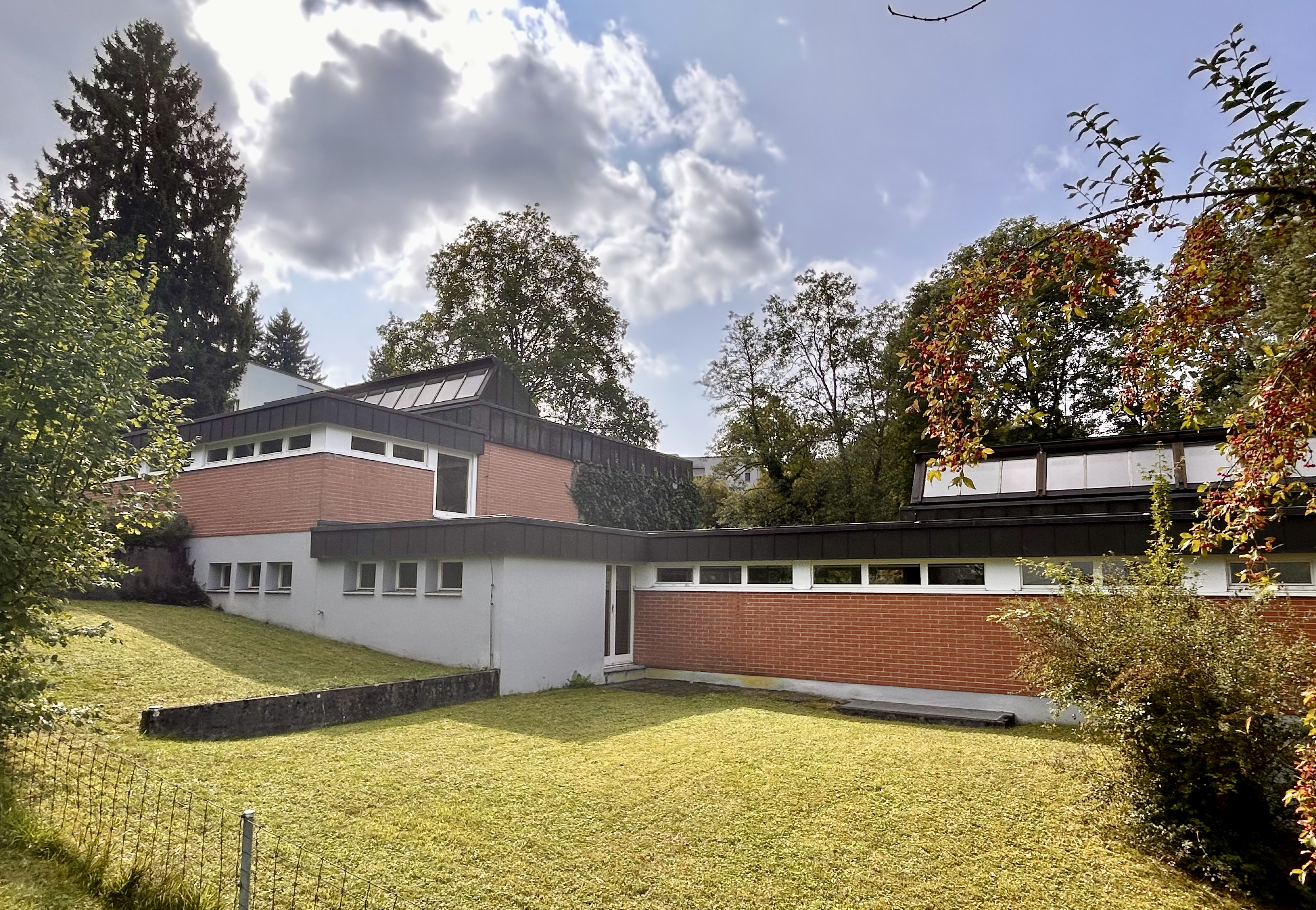
Ehemaliger Kindergarten Hasenbart, Zollikerberg

Marti + Kast und Partner Architekten und Planer war ein 1960 von den Schweizer Architekten Hans Marti (1913–1993) und Hans Kast (1927–2021) gegründetes Architekturbüro mit Sitz in Zürich in der Schweiz. 1984 endete die Zusammenarbeit.

## Bauten (Auswahl)

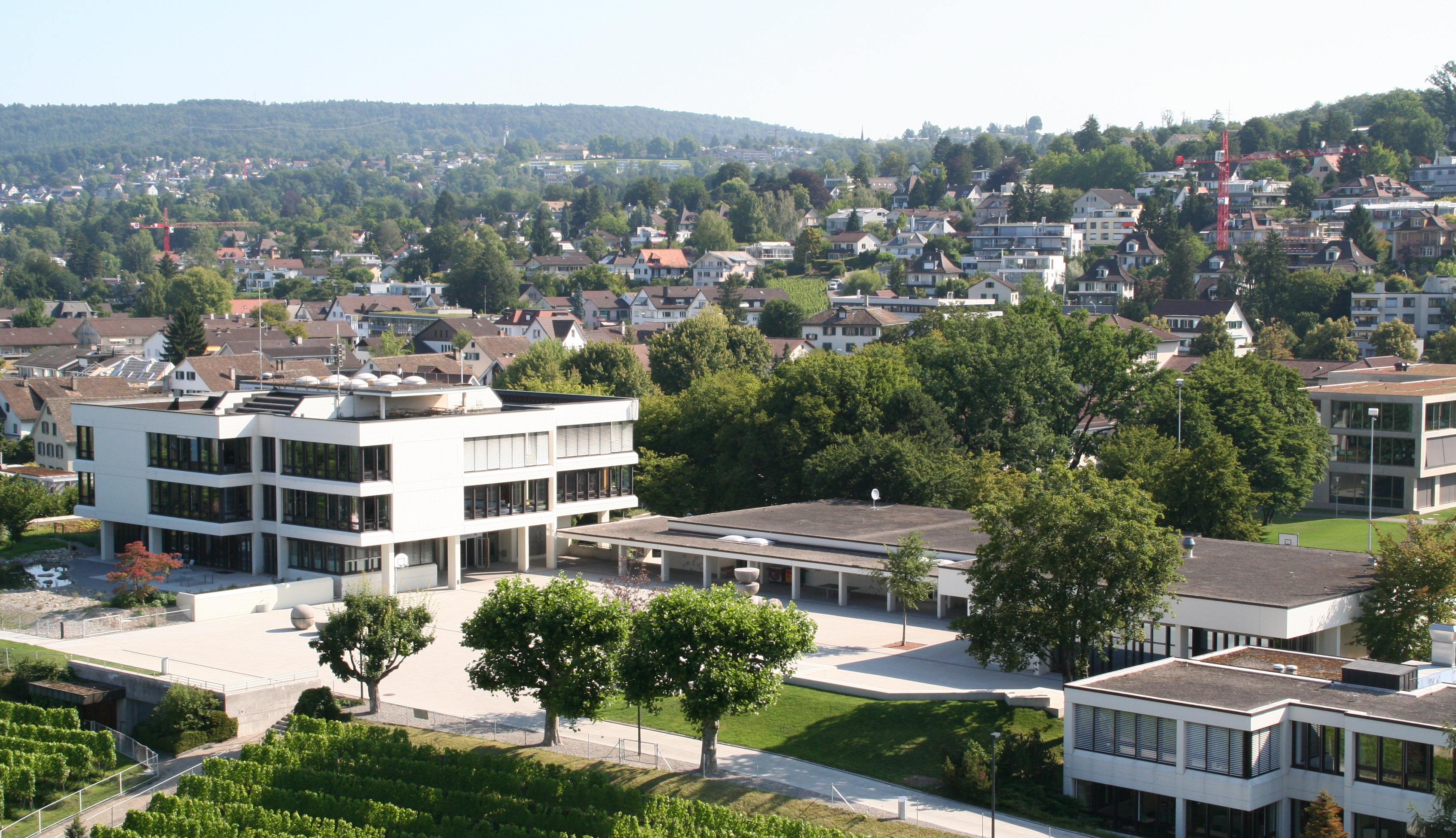
Oberstufenschulhaus «Buchholz» in Zollikon, 1970/71

- Alterssiedlung Letten, Zürich, 1962[4]
- Kindergarten «im Hasenbart», Zollikerberg, 1965[5]
- Hangsiedlung Oberhub im Zollikerberg, 1965–68[6]
- Autobahnraststätte Würenlos, 1970–72
- Oberstufenschulhaus «Buchholz» in Zollikon, 1970/71
- Telli Aarau, 1971–91
- Personalhaus und Krankenpflegeschule der Kantonalen Psychiatrischen Universitätsklinik Zürich, 1972–74[7]
- Alterssiedlung Kirchrain, Zürich, 1977–79
- Gemüse- und Früchte-Engrosmarkt, Zürich, 1977–80[8]